# Aleksandr Alemasow
Aleksandr Michajłowicz Alemasow (ros. Александр Михайлович Алемасов, ur. 1902 w Złatouście, zm. w grudniu 1972 w Woroneżu) – radziecki działacz partyjny i funkcjonariusz organów bezpieczeństwa, ludowy komisarz spraw wewnętrznych Tatarskiej ASRR (1937), I sekretarz Tatarskiego Komitetu Obwodowego WKP(b) (1938-1942).

## Życiorys
Od 1919 w RKP(b), od lipca 1919 do kwietnia 1920 w Czece, od kwietnia 1920 do marca 1921 w Armii Czerwonej, od marca 1921 do lutego 1922 ponownie w Czece. Od listopada 1925 do października 1932 kierownik wydziału agitacyjno-propagandowego, sekretarz komitetu miejskiego, sekretarz fabrycznego komitetu WKP(b), 1930–1931 studiował w Rostowskim Instytucie Kształcenia Kadr Czerwonej Profesury, a 1932–1933 w Instytucie Historyczno-Partyjnym Instytucie Czerwonej Profesury. Od września 1933 do marca 1935 partyjny organizator KC WKP(b) w fabryce parowozów w Woroneżu, od marca 1935 do grudnia 1936 II sekretarz Komitetu Miejskiego WKP(b) w Woroneżu, od stycznia 1937 w NKWD. Od 23 kwietnia do 20 lipca 1937 szef Oddziału III Wydziału IV Głównego Zarządu Bezpieczeństwa Państwowego w stopniu kapitana bezpieczeństwa państwowego, od 20 lipca do 8 września 1937 ludowy komisarz spraw wewnętrznych Tatarskiej ASRR. Od 26 sierpnia 1937 do 10 czerwca 1938 p.o. I sekretarza, a od 19 czerwca 1938 do 9 marca 1942 I sekretarz Tatarskiego Komitetu Obwodowego WKP(b). Od 21 marca 1939 do 5 października 1952 zastępca członka KC WKP(b), od marca 1942 do stycznia 1943 I sekretarz Komitetu Miejskiego WKP(b) w Lenińsku Kuźnieckim od stycznia do maja 1943 szef sektora politycznego Obwodowego Wydziału Rolniczego w Nowosybirsku. Od czerwca 1943 do maja 1944 I sekretarz Komitetu Miejskiego w Tomsku, od maja 1945 do stycznia 1948 I sekretarz Komitetu Miejskiego KP(b)U w Krzemieńczuku, następnie na emeryturze. Delegat na XVIII Konferencję WKP(b) w lutym 1941. Deputowany do Rady Najwyższej ZSRR 1 kadencji. Odznaczony Orderem Lenina (23 czerwca 1940) i Orderem Czerwonej Gwiazdy (22 lipca 1937).